# ملادارا سرتلي (لوداب)
ملادارا سرتلي (بالفارسية: ملادارا سرتلی) هي قرية تقع في إيران في قسم لوداب الريفي. يقدر عدد سكانها بـ 37 نسمة بحسب إحصاء 2016.